# سارة بليتشر
سارة بليتشر (بالإنجليزية: Sara Blecher)‏ (مواليد مدينة غوتنغ) هي مُخرجة ومُنتجة أفلام جنوب أفريقية.

## سيرتها الشخصية
وُلدت سارة بليتشر في مدينة غوتنغ. في سنة 1981، انتقلت مع عائلتها التي تنحدر من أصول يهودية ليتوانية إلى بروكلين في نيويورك، وقد كانت تبلُغ من العُمر حينها 12 عامًا. درست لمُدة قصيرة في جامعة جورج تاون. انتقلت بعدها للعيش في باريس والتي بقيت فيها لمُدة عام، عادت بعدها إلى نيويورك مُجددا. في عام 1992، عادت سارة إلى جنوب أفريقيا بعد وقت قصير من تخرجها من جامعة نيويورك.
سارة بليتشر مُتزوجة ولديها 3 أطفال.

## أفلامها
| السنة | عُنوان الفيلم بالعربية | العُنوان الأصلي للفيلم | مُلاحظات |
| ----- | --------------------- | --------------------- | ------- |
| 2002  |                       | Kobus And Dumile      |         |
| 2010  |                       | Surfing Soweto        |         |
| 2013  |                       | Otelo Burning         |         |
| 2015  | أياندا                | Ayanda                |         |
| 2015  |                       | Dis ek, Anna          |         |
| 2018  |                       | Mayfair               |         |

## روابط خارجية
سارة بليتشر على موقع IMDb (الإنجليزية)
- سارة بليتشر على موقع ألو سيني (الفرنسية)
- سارة بليتشر على موقع قاعدة بيانات الفيلم (الإنجليزية)